# Casa e Museu Érico Veríssimo
A Casa e Museu Erico Verissimo se localizam na cidade de Cruz Alta, no Rio Grande do Sul, onde os visitantes podem ter acesso aos objetos pessoais, livros, fotos, rascunhos e originais das obras e demais vídeos originais  sobre a vida do escritor Erico Verissimo. A Fundação Erico Verissimo é a instituição responsável pelo museu.

## Prédio
O prédio que abriga o museu foi construído por volta de 1883 e comprada pelo avô Franklin Verissimo uma década depois da construção. A casa ficou nas mãos da família até o ano de 1930.  
Um grande portão de ferro abre a casa aos visitantes que ainda se deparam com um quintal e, no fundo dele, tem uma árvore de canto, uma Nespereira, que teve imensa importância para o escritor, que o acompanhou em suas escritas e leituras durante a adolescência mas também em sua infância, quando brincava por lá. A árvore tem tamanha importância para o escritor que seu segundo nome, ameixeira-do-Japão, faz parte de um dos capítulos de sua autobiografia. 
Em 1968, mais de 30 anos após leilão da casa da família Verissimo, em 1968 a Prefeitura Municipal de Cruz Alta comprou o prédio para criar o Museu. A instituição foi inaugurada em 19 de janeiro de 1969. Em 1984 foi tombado pelo Instituto do Patrimônio Histórico e Artístico do Estado (IPHAE). 

## Biografia
Erico Lopes Verissimo nasceu na cidade de Cruz Alta, no ano de 1905 e faleceu em Porto Alegre, em 1975.  É filho do farmacêutico Sebastião Verissimo da Fonseca (1880-1935) e de Abegahy Lopes, ou "dona Bega". Erico Verissimo tinha dois irmãos, Ênio, o mais novo, nascido em 1907, e Maria, uma irmã adotiva. Foi estudar em Porto Alegre e, mais velho, retornou à sua cidade natal, empregando-se em um comércio, trabalhando como bancário, mais tarde professor de literatura e da língua inglesa e ainda como sócio de uma farmácia, negócio da família, em 1930. Apesar da diversidade de ramos que trabalhou após seus estudos, desde pequeno Verissimo já demonstrava muito interesse por desenho, cinema e pequenas notas, já lendo muitos autores nacionais logo aos 13 anos de idade. 
Verissimo conheceu sua futura esposa em 1927, Mafalda Halfen Volpe, então com quinze anos, e os dois ficaram noivos  dois anos depois, em 1929. Ao mesmo tempo, Verissimo publicou na "Cruz Alta em Revista" seu primeiro texto "Chico: um Conto de Natal". Textos como Ladrão de Gado, A Tragédia dum Homem Gordo e A Lâmpada Mágica foram publicados na sequência. 
Entre suas publicações mais famosas, estão Fantoches, As mãos de meu filho, e O ataque, entre os contos. Entre os romances, estão Clarissa (1933), Caminhos cruzados (1935), Música ao longe (1936), Um lugar ao sol (1936), Olhai os lírios do campo (1938), Saga (1940), O resto é silêncio (1943), O tempo e o vento (1949 – 1962), O senhor embaixador (1965), O prisioneiro (1967), e Incidente em Antares (1971). Em sua carreira também constam os gêneros literários novela, literatura infantojuvenil, narrativas de viagens, ensaios e autobiografias. 
Quinze anos antes de sua morte, em 1961, Erico sofreu um infarto do miocárdio; quatro anos depois publicou o romance "O Senhor Embaixador", ganhando então o Prêmio Jabuti da Câmara Brasileira de Livros. Em 28 de novembro de 1975, morre vítima de um infarto. Está enterrado no Cemitério São Miguel e Almas, em Porto Alegre, Rio Grande do Sul.